# Yangiyer
Yangiyer – miasto w Uzbekistanie, w wilajecie syrdaryjskim. W 2007 r. miasto to zamieszkiwało 32 881 osób.